# العيل الاسفل (ردمان)

تعديل مصدري - تعديل

العيل الاسفل هي إحدى قرى عزلة ال بقش بمديرية ردمان التابعة لمحافظة البيضاء، بلغ تعداد سكانها 39 نسمة حسب تعداد اليمن لعام 2004.